# والتر سميث (سياسي)
والتر سميث (بالإنجليزية: Walter Robert Smith)‏ هو نقابي وسياسي بريطاني (وحمل سابقاً جنسية المملكة المتحدة لبريطانيا العظمى وأيرلندا)، ولد في 7 مايو 1872، وتوفي في 25 فبراير 1942. حزبياً، نشط في حزب العمال. في الانتخابات العمومية البريطانية 1918 ‏، انتخب عضو برلمان المملكة المتحدة الـ31 عن دائرة ويلينغبورو (14 ديسمبر 1918 – 26 أكتوبر 1922) وفي الانتخابات العامة في المملكة المتحدة 1923 ‏، انتخب عضو برلمان المملكة المتحدة الـ33 عن دائرة Norwich (UK Parliament constituency) ‏ (6 ديسمبر 1923 – 9 أكتوبر 1924) وفي الانتخابات العامة في المملكة المتحدة 1929 ‏، انتخب عضو برلمان المملكة المتحدة الـ35 عن دائرة Norwich (UK Parliament constituency) ‏ (30 مايو 1929 – 7 أكتوبر 1931).